# Antônio Olímpio
Antônio Olímpio Rehem da Silva (Itabuna, 7 de outubro de 1931 – Ilhéus, 26 de julho de 2023) foi um político brasileiro. Foi prefeito de Ilhéus, município do estado brasileiro da  Bahia, durante duas ocasiões.

## Biografia
Eleito pelo MDB, em 15 de novembro de 1976, para um mandato de quatro anos, foi favorecido pela alteração na legislação eleitoral que estendeu o mandato por mais dois anos, estando chefiando o Executivo em 1981, quando foi comemorado o Centenário de Elevação à Cidade. Denominado Governo da Renovação, realizou inúmeras obras. Urbanizou avenidas e construiu a nova Central de Abastecimento, que leva o nome de seu pai, Antônio Olímpio da Silva. Renunciou em 14 de maio de 1982 para concorrer a uma vaga na Assembleia Legislativa. 
Eleito, foi deputado estadual de 1983 a 1986. Foi presidente da Comissão de Agricultura e Política Rural, em 1986. Foi também titular das seguintes comissões: Agricultura, Agricultura e Política Rural; Turismo; Turismo e Empreendimento Social; Minas e Energia; Ciência e Tecnologia; e Especial da CEPLAC. Foi suplente das comissões: Agricultura e Política Rural; Saúde e Saneamento; Fiscalização; Desenvolvimento Econômico; e Turismo.
Voltou a governar Ilhéus em 1993, em mandato que se encerrou em 1996, quando foi eleito Jabes Ribeiro. Retornou ao cenário político ilheense em 2008, assumindo a Secretaria de Meio Ambiente. Em 2011, foi nomeado presidente da Fundação Maramata.
Era primo do também político baiano Salomão do Nascimento Rehem.

## Morte
Olímpio morreu no dia 26 de julho de 2023, aos 91 anos.